# Stand Montafon
Der Stand Montafon ist ein österreichischer Verband von zehn Montafoner Gemeinden und dient der Koordination und Organisation in den Bereichen Regionalentwicklung, Verkehr, Soziales, Umwelt, Kultur, Bildung und Wirtschaft. Auch der Abwasserverband Montafon und die Verwaltung des gemeinsamen Forstbesitzes werden unter dem Dach des Stand Montafon organisiert.

## Geschichte

### Die Vorarlberger Landstände
Der Begriff Stand Montafon geht zurück in die Zeit der Vorarlberger Landstände des Mittelalters. Die seit dem 14. Jahrhundert existierenden Landstände waren damals die allgemeine Volksvertretung des Landes. Ihren Höhepunkt erreichte die landständische Verfassung um das Jahr 1604. Den Niedergang der ständischen Macht brachte der Dreißigjährige Krieg. Den endgültigen Untergang besiegelten die Bayernherrschaft (1806–1814) und der Übergang zum Absolutismus.
Zur Zeit des Höhepunktes der ständischen Entwicklung gehörten zu den vier Herrschaften vor dem Arlberg, die damals im Wesentlichen das Gebiet des heutigen Vorarlbergs darstellten, die drei Städte Feldkirch, Bregenz und Bludenz und 21 Gerichte. Da man die drei Städte auch zu den Gerichten zählte, sprach man von 24 Gerichten oder 24 Ständen.
Mit dem Untergang der ständischen Verfassung verblasste im Land auch der Begriff des Standes. Im Montafon stellten die Gemeinden jedoch nach der Wiedervereinigung mit Österreich im Jahr 1814 zur Regelung gemeinsamer Angelegenheiten, wie z. B. Forstthemen, Straßen- und Brückenbauten, Weg- und Wuhrbauten, einen so genannten Standesrepräsentanten auf. Diese Einrichtung hat sich bis heute nur mehr im Montafon erhalten. Maßgebend dafür waren sicher die relative Abgeschlossenheit der Talschaft, die alte Rechtstradition und die ständigen Auseinandersetzungen mit Bludenz im Bemühen um den eigenen Markt und das eigene Gericht. Der entscheidende Moment war aber wohl der Erwerb des staatlichen Waldbesitzes im Jahr 1832, der die gemeinschaftliche Verwaltung und Nutzung der Waldungen bedingte.
Die angehörenden Gemeinden sind:
| - Bartholomäberg - Gaschurn/Partenen | - Lorüns - Schruns | - Silbertal - Stallehr | - St. Anton im Montafon - St. Gallenkirch | - Tschagguns - Vandans |

### Die Standeswaldungen
Schon Kaiser Maximilian hatte alle Waldungen im Montafon, an denen niemand einen privaten Rechtstitel nachweisen konnte, für den Staat (das Ärar) als Amtswaldungen in Besitz genommen. Die Rechte der Talbewohner an diesen Amtswaldungen waren im Montafoner Landsbrauch festgehalten. So waren die Talbewohner berechtigt, das notwendige Bau- und Brennholz ihres Haus- und Gutsbedarfes aus den Wäldern zu beziehen.
Die Gemeinden des Tales waren jedoch stets bestrebt, die Amtswaldungen wieder in ihren Besitz zu bekommen. Da der Zustand des Waldes offenbar schlecht war und für den Staat so gut wie kein Ertrag blieb und es außerdem immer wieder Differenzen zwischen Gemeinden und Ärar gab, trat man wegen einer grundlegenden Regelung der Eigentumsfrage in Verhandlungen.
Diese Verhandlungen über die Amtswaldungen im Montafon wurden zwischen den Vertretern des Staates und den Vorstehern der acht Gemeinden St. Anton, Bartholomäberg, Silbertal, Schruns, St. Gallenkirch, Gaschurn, Tschagguns und Vandans geführt. Die Gemeinde Lorüns und das damals zu Lorüns gehörige Stallehr waren an den Verhandlungen nicht beteiligt, weil sie mit der Stadt Bludenz eine gemeinsame Waldnutzung hatten.
Bereits 1825 begannen die Verhandlungen vor dem Landgericht Montafon. Zur Vertragsunterzeichnung kam es aufgrund langwieriger Verhandlungen aber erst am 12. April 1832.

Seit damals unterscheidet man zwischen dem
- Stand Montafon als Verkörperung der zehn Gemeinden des Tales (mit Lorüns und Stallehr) und dem
- Stand Montafon-Forstfonds, zu dem nur die acht Gemeinden gehören, die seinerzeit die über 8000 Hektar Amtswaldungen vom Ärar erworben haben.

### Die Landstände als Volksvertretung
Im Gegensatz zu anderen Ländern, wo auch der Adel und die Geistlichkeit in den Ständen vertreten waren, gehörten den Landständen in Vorarlberg als Volksvertretung nur Bürger und Bauern an. Die Stände hatten verschiedene Formen von Zusammenkünften, in denen sich die Landesdemokratie in jener Zeit verwirklichte. Die wichtigste Form der Zusammenkünfte waren die so genannten Landtage, die vom Landesfürsten ausgeschrieben wurden und Angelegenheiten des Reiches behandelten. Die Hauptverhandlungspunkte auf den Landtagen waren die Bewilligung von Geldern sowie die Bereitstellung von Truppen für den Landesfürsten. Die Landstände hatten hier eine sehr starke Position. die sie geschickt zu nutzen verstanden, indem sie sich ihre Leistungen jedes Mal durch eine Garantie oder Erweiterung ihrer Rechte und Privilegien abgelten ließen.
Neben den Landtagen gab es auch andere Zusammenkünfte, welche Konvente, Kongresse oder Konferenzen genannt wurden, in denen die Landstände unter sich waren und auf welchen Angelegenheiten des engeren Heimatlandes behandelt wurden.

### Montafoner Landsbrauch
Der Stand Montafon war auf den Landtagen und anderen ständischen Zusammenkünften durch die zwei Vorgesetzten und den Landschreiber vertreten. Sie waren die Repräsentanten des Tales, man kann sagen des Landes Montafon. Denn das Montafon fühlte sich damals als ein in sich geschlossenes Gemeinwesen auf der rechtlichen Grundlage des Montafoner Landsbrauches (erste Fassung 1554)
Der Landsbrauch war die Rechtsordnung des Montafons, in der das zu jener Zeit geltende Privatrecht, Gerichtsverfassungsrecht, Strafrecht und Polizeirecht festgehalten war. Der Landsbrauch regelte auch die Vertretung des Tales, und zwar in der Weise, dass jeweils auf zwei Jahre zwei Vorgesetzte zu wählen waren, welche das Tal Montafon auf Landtagen und an anderen Orten zu vertreten hatten. Nach Auflösung der ständischen Verfassung durch die bayrische Herrschaft im Jahre 1806 verlor auch der Montafoner Landbrauch seine Wirksamkeit.

### Wissenschaftsförderung
Der Stand verleiht zweijährlich den Montafoner Wissenschaftspreis, aktuell gestiftet von der Sparkasse Bludenz, für akademische Arbeiten mit Regionalbezug.

## Die Standesrepräsentanten seit 1815
- Ignaz Vonier, Schruns, 1815–1828
- Mathias Drexel, Tschagguns, 1830–1847
- Jakob Jochum, Tschagguns, 1847–1867
- Franz Josef Stemer, Schruns, 1867–1889
- Jakob Stemer, Schruns, 1889–1919
- Josef Georg Jochum, Tschagguns, 1919
- Franz Josef Wachter, Schruns, 1919–1938
- Heinrich Dajeng, Schruns, 1938–1945
- Jakob Hueber, Schruns, 1945–1950
- Josef Keßler, Bartholomäberg, 1950–1965
- Peter Wachter, Gaschurn, 1965–1970
- Ignaz Battlogg, St. Anton, 1970–1976
- Erwin Vallaster, Bartholomäberg, 1977–1985
- Siegmund Stemer, St. Anton, 1985–1996
- Erwin Bahl, Schruns, 1996–2010
- Rudolf Lerch, St. Anton, 2010–2015
- Herbert Bitschnau, Tschagguns, 2015–2020
- Jürgen Kuster, Schruns, 2020–